# Klammerdammsgatan

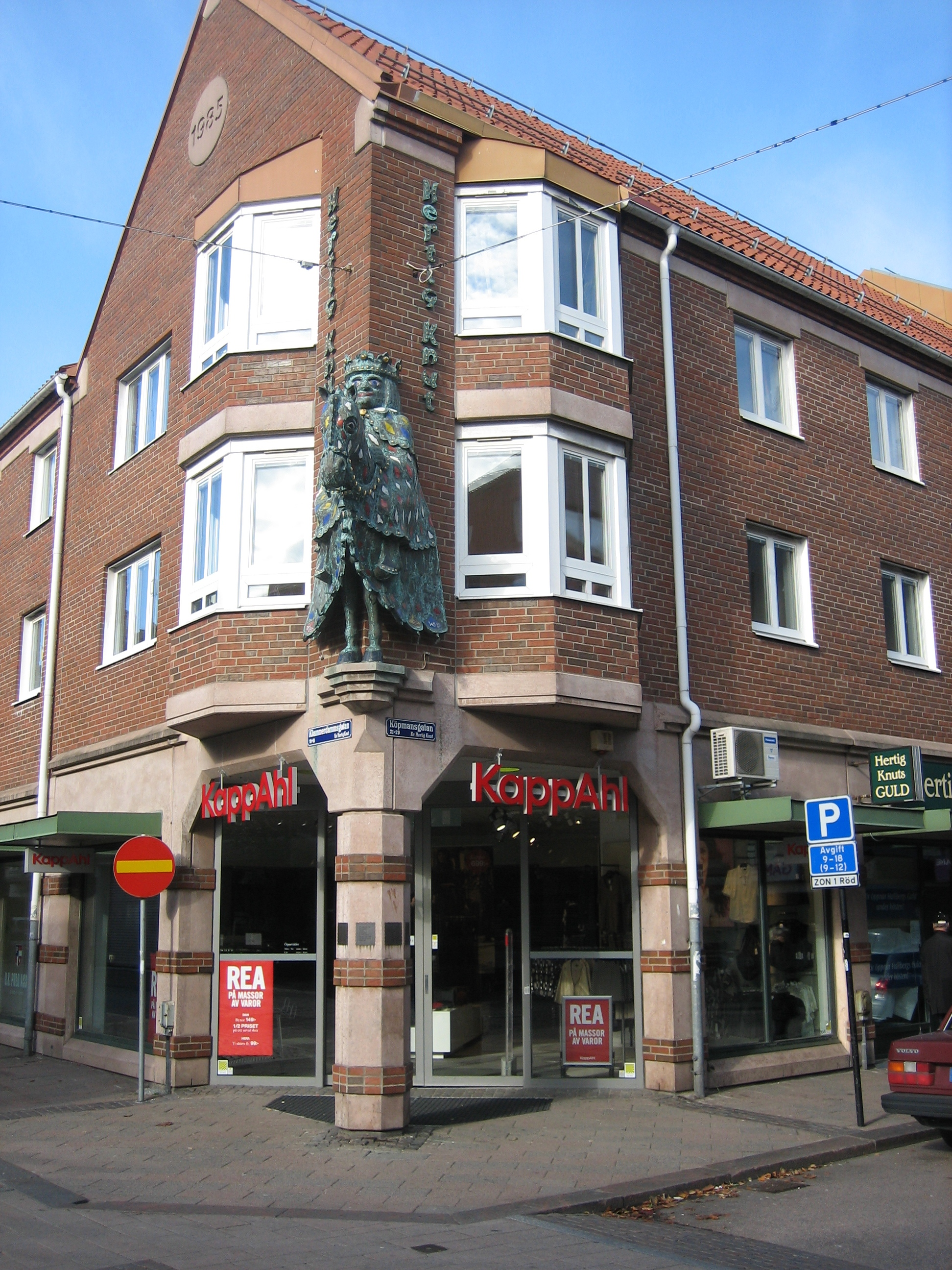
Fasadskulpturen Hertig Knut, som avbildar hertig Knud Porse, i hörnet Klammerdammsgatan/Köpmansgatan.

Klammerdammsgatan är en gata i Halmstads historiska stadskärna i Halmstad, som går i västlig-östlig riktning ett kvarter norr om och ungefär parallellt med Brogatan. Gatan gick ursprungligen västerut enbart till resterna av Västra bastionen. Omkring 1905 gjordes ett genombrott genom det som var kvar av den gamla försvarsmuren från omkring år 1600, fram till den nyanlagda Karl XI:s väg. Vid Klammerdammsgatans korsning med Karl XI:s väg finns fortfarande kvar en öppen kasematt från bastionen.

## Gatunamn[1]
Hela gatan - mellan Hamngatan och Karl XI:s väg - fick namnet Klammerdammsgatan 1918. Den hade närmast tidigare haft namnet Magasinsgatan från 1886. Dessförinnan hette gatan Klammerdammsgatan mellan Vallgatan och Hantverksgatan, Stora Wästra Tvärgatan mellan Hantverksgatan och Storgatan samt Spinnerigatan mellan Storgatan och Hamngatan. Namnet Spinnerigatan kom från det tobaksspinneri, som låg på den norra delen av gatan.

## Byggnader
I det nuvarande kvarteret Klammerdamm vid västra delen av Klammerdammsgatan låg från tidigt efter Halmstads grundande på 1320-talet och fram till 1531 Dominikanerordens Sankta Katarinas kloster. Klostret sträckte sig ut över bitar av nuvarande Klammerdamms- och Hantverkargatorna. Den danske kungen – Kong Frederik 1. – medgav att Sankta Katarinaklostret, efter det att klosterbröderna tvingades lägga ned klostret, fick användas som sjukhus för de fattiga. Hela anläggningen kvarstod troligen fram till den förödande stadsbranden 1619. Klostrets västra flygel var en av fyra byggnader i staden som undkom branden, och den togs 1600 i bruk som tyghus för stadens försvar. Då befästningarna började rivas 1737, försåldes denna husflygel på auktion och revs troligen en kort tid därefter. 
Efter den stora stadsbranden, och på basis av den efterföljande nya stadsplanen av Abraham de la Haye 1619, lades Klammerdamms- och Hantverksgatorna ut över delar av tidigare klostertomten för att få ett mer rätvinkligt gatunät efter renässansens stadsplaneideal.
Halmstads lärdomsskola låg från 1700-talet i ett korsvirkeshus vid det sydvästra hörnet av Köpmansgatan och Klammerdammsgatan, som senare kom att kallas Mellgrenska huset. Skolan fanns där till 1826, då den flyttade in i ett hus på Twistens gård på Storgatan. Det Mellgrenska huset monterades senare ned 1965 och lagrades, när ett Tempo-varuhus skulle byggas på 1960-talet. Det återuppfördes 1982 ett kvarter västerut utmed Klammerdammsgatan i hörnet mot Hantverksgatan.
Hallandsposten hade 1885-1929 sin officin på Klammerdammsgatan 5 i Kvarteret Halmkärven. År 1929 flyttade tidningen in i ett nybyggt hus tvärs över gatan på Klammersdammsgatan 6. Där var tidningens redaktion kvar till 1974 då den flyttade till byggnaden för sitt civiltryckeri vid Fiskaregatan på Söder, nuvarande Kulturhuset Najaden. sina lokaler vid Klammerdammsgatan. Kvar i huset Klammerdammsgatan 5 låg Restaurang Halmkärven. Den hade inrättats 1926 av det nybildade kommunala bolaget Halmstads Folkrestauranger AB som den ena av bolagets två tredjeklassrestauranger (folkrestauranger) i Halmstad. Över ingången placerade Halmstads Folkrestauranger 1962 skulpturen Kärven i ärgad koppar av Walter Bengtsson. Lokalen blev på 1970-talet en populär jazzscen. Krogen lades ned på 1990-talet. Dess menyskyltskåp i koppar på husfasaden vid entrén inköptes på auktion 2023 av Stiftelsen Lagergrenska fonden som museiföremål för Hallands konstmuseum.
I hörnet Köpmansgatan/Klammerdammsgatan i kvarteret Hertig Knut finns sedan 1985 Walter Bengtssons 2,4 meter höga fasadskulptur Hertig Knut i ärgad koppar och emalj. Den är utformad som en galjonsfigur och avbildar Knud Porse, som var hertig av Halland på 1300-talet och som 1327 utfärdade det flyttade Halmstads första stadsprivilegier.

## Bildgalleri

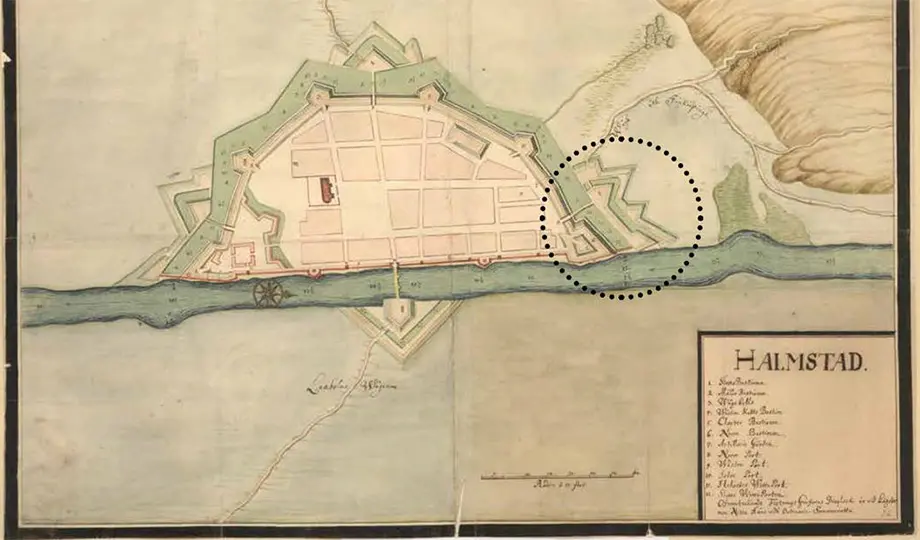
Karta från 1600-talet.
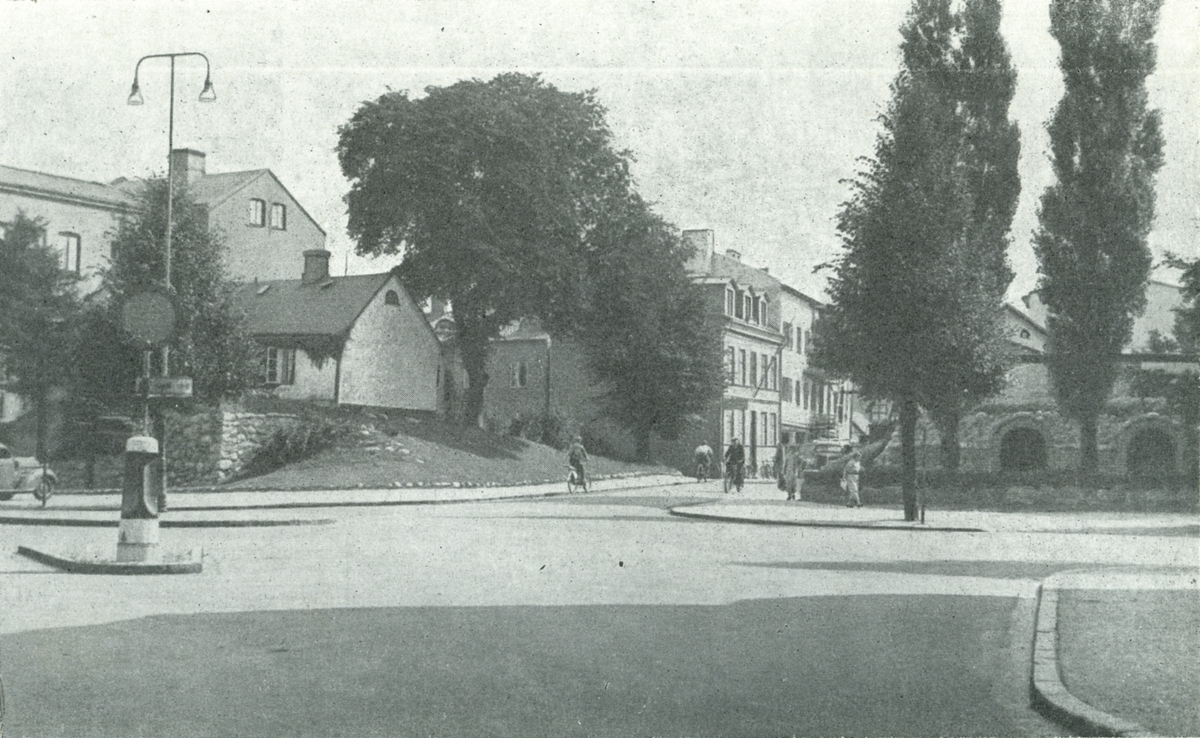
Kasematt vid Västra bastionen vid korsningen Klammerdammsgatan/ Karl XI:s väg, första hälften av 1900-talet.
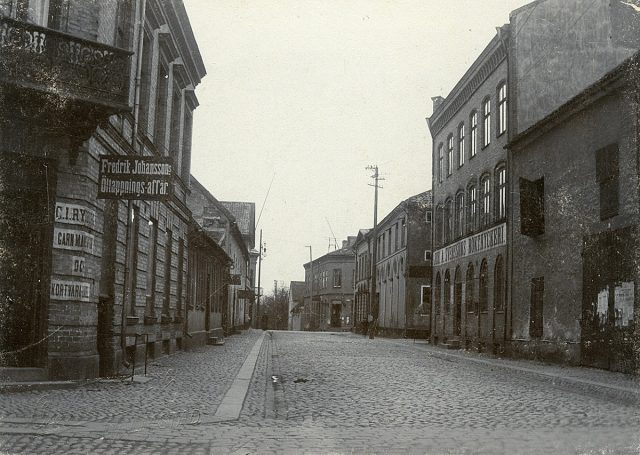
Klammerdammsgatan, sedd österut från hörnet med Köpmansgatan, 1902-1905. I huset till höger med Joh. A. Svenssons boktryckeri öppnade Restaurang Halmkärven 1926. Foto: Orla Bock.
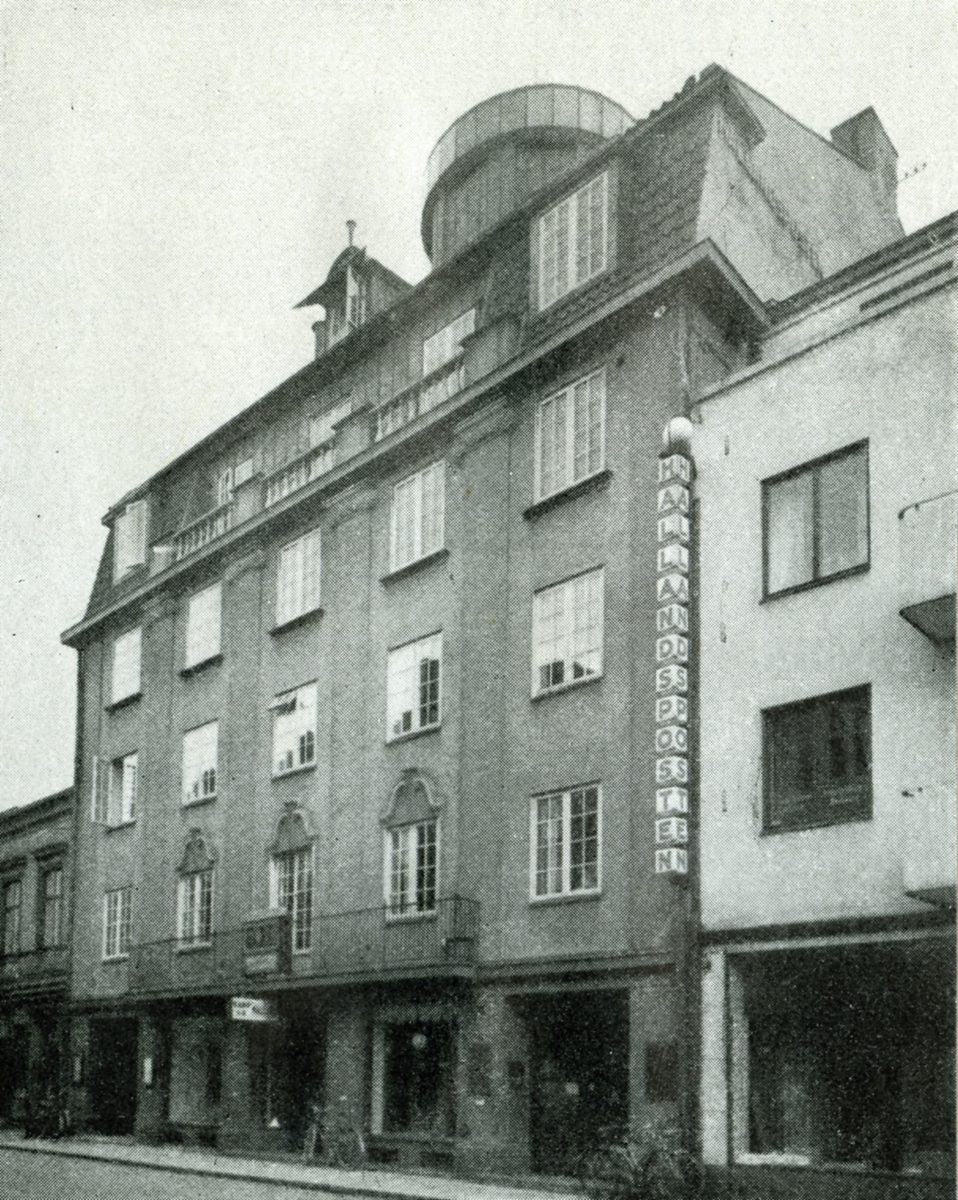
Hallandspostens tidigare hus på Klammerdammsgatan från 1929.
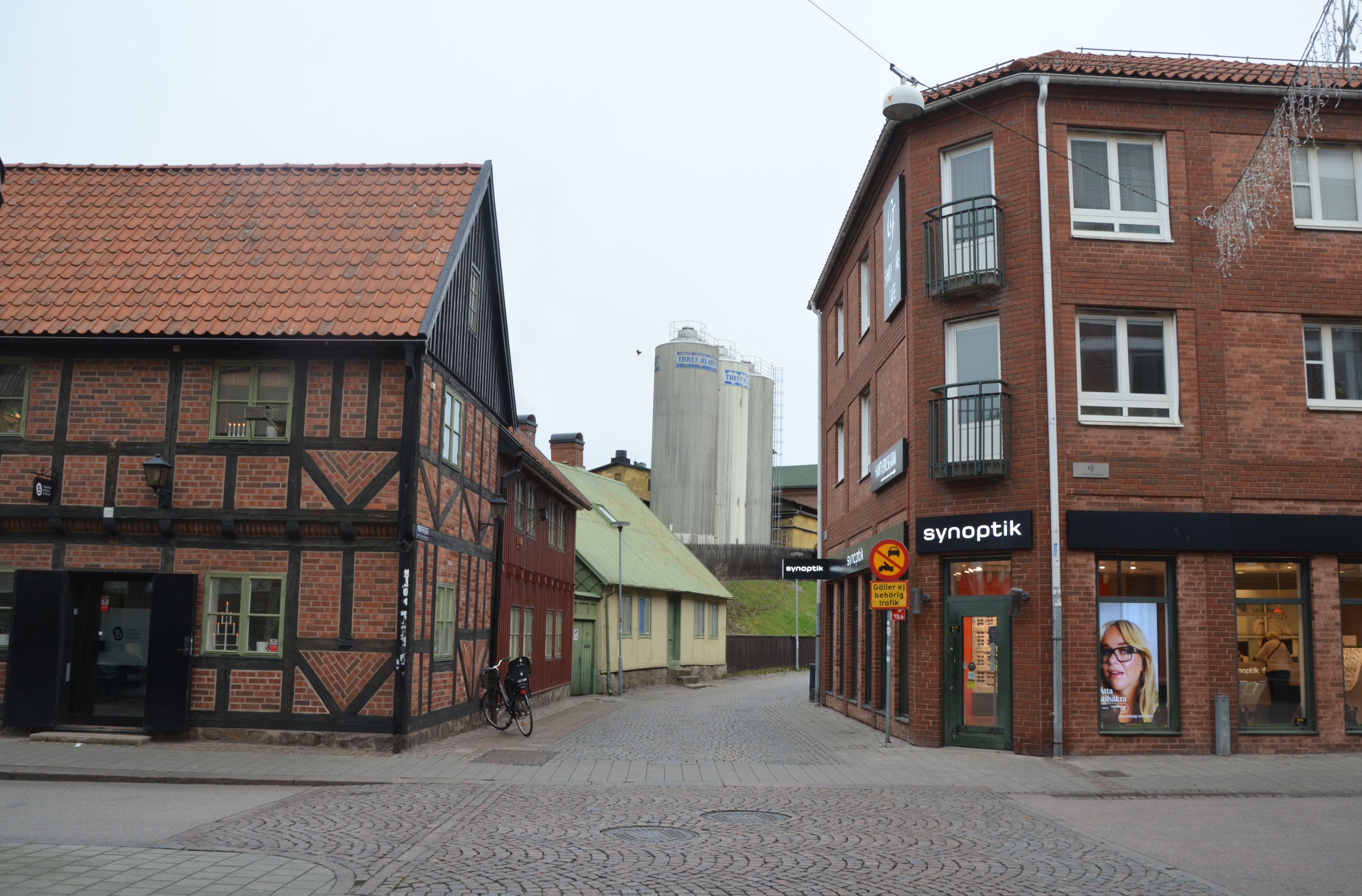
Krönleins Bryggeri på Västerkatt, sett från Hantverksgatan vid korsningen med Klammerdammsgatan, 2024.
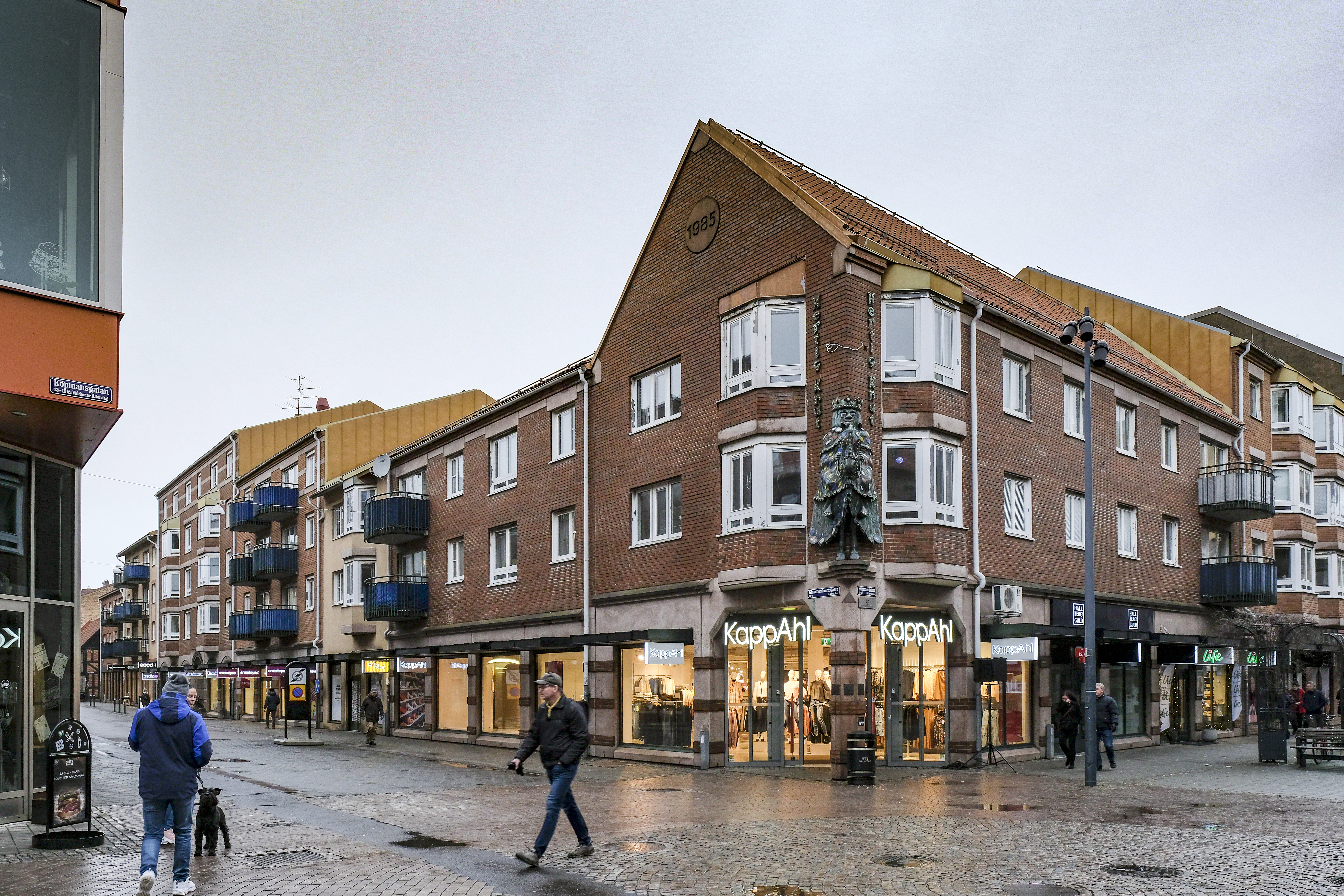
Hörnet Klammerdammsgatan/ Köpmansgatan, 2020.